# アセアン経済共同体
アセアン経済共同体（アセアンけいざいきょうどうたい、英: ASEAN Economic Community; AEC）は、東南アジア諸国連合加盟10ヶ国で構成する経済共同体である。2015年11月22日に、2015年12月31日時点での発足に関するクアランプール宣言がASEAN各国首脳により署名された。
域内の物品関税が9割超の品目数で既にゼロとなるなど高水準のモノの自由化を達成し、活発な経済交流が期待される。

## 経緯
- 1997年、第2回ASEAN非公式首脳会議において、2020年までのASEAN共同体実現を目指す「ASEANビジョン2020（ASEAN Vision 2020）」を採択[1]。
- 1998年、第6回ASEAN首脳会議において、第一次中期計画（ハノイ行動計画）を採択[2]。
- 2003年、第9回ASEAN首脳会議において、第二ASEAN共和宣言を採択[1]。
- 2004年、第10回ASEAN首脳会議において、第二次中期計画（ビエンチャン行動プログラム）を採択[3]。
- 2007年、共同体構想創設までの行程表（ブループリント）を作成、経済共同体の創設時期を2015年1月1日とすることを決定。
- 2012年、第15回ASEAN首脳会議において、創設時期を2015年1月1日から2015年末に変更。
- 2015年11月22日に、ASEAN首脳によって2015年12月31日の発足を宣言するクアランプール宣言が署名される。